# Фенотипски однос
Фенотипски однос представља бројчани однос између јединки F2 генерације које имају различите особине. У зависности од интеракције генских алела или различитих гена, фенотипски однос може бити:
- 3:1, при монохибридном укрштању и доминантно-рецесивном типу наслеђивања;
- 1:2:1, при монохибридном укрштању, када је интермедијарно наслеђивање;
- 9:3.3:1, за дихибридно укрштање и доминантно-рецесиван тип наслеђивања;
- 9:7 за комплементарност;
- 9:6:1 за комплементарност;
- 15:1 такође за комплементарност;
- 1:4:6:4:1 за адитивност када у одређивању неке особине учествују два гена
- 13:3 за епистатичку интеракцију два гена.